# 小池聡
小池 聡（こいけ さとし、1959年12月30日 - ）は、日本の実業家・篤農家。ベジタリア代表取締役社長。文部科学省革新的イノベーション創造プログラム構造化チーム委員。総務省日・アセアン官民協議会委員。東京商工会議所（渋谷）副会長。公益社団法人ベトナム協会理事。公益財団法人日本ユースリーダー協会理事。東京大学EMP倶楽部副会長。日本経済大学教授。植物生理に基づいたサイエンスと最新のテクノロジー、農業ベンチャーのクラスター創造による農業ルネサンスに尽力をしている。

## 経歴
1959年12月30日、東京都渋谷区の出身。桐蔭学園高等学校を卒業。中央大学商学部を卒業。サンフランシスコ州立大学経営大学院留学。スタンフォード大学経営大学院SEP修了。1983年、株式会社電通国際情報サービスに入社。1992年、iSi電通アメリカ営業開発部長。1996年、iSi電通アメリカ取締役副社長兼COO。1997年、iSi電通ホールディングス副社長兼CFO。ネットイヤーグループInc.社長兼CEO。1998年、ネットイヤーグループInc.をMBOし独立。ネットエイジに資本参加し社外取締役に就任。1999年、日本に進出しネットイヤーグループ株式会社設立。代表取締役CEOに就任。2001年、ダイムラー・クライスラージャパン・ホールディングスのアドバイザリーボードメンバーに就任。2004年、ネットイヤーナレッジキャピタルパートナーズ株式会社を株式会社ネットエイジと経営統合し株式会社ネットエイジグループとして事業再編。株式会社ネットエイジグループ代表取締役CEO兼ネットエイジキャピタルパートナーズ株式会社代表取締役社長に就任。東京大学EMP（Executive Management Program)の1期生として入学。2009年、農業事業のビジネス化で就農。2010年、東大EMP発ベンチャーとしてベジタリア株式会社を設立。代表取締役社長に就任。2013年、株式会社イーラボエクスペリエンスを買収。代表取締役社長に就任。2016年6月29日、株式会社NTTドコモと資本業務提携。
9月23日、新潟市における「ドローン実証プロジェクト」に関する 連携協定を締結。2017年1月5日、地方創生新潟1号ファンドの投資決定。5月31日、オムロンベンチャーズ株式会社が出資。9月8日、株式会社電通国際情報サービスが出資。12月21日、三菱商事と資本業務提携。2018年5月19日、農業の国家戦略特区に指定されている新潟市に農業参入。6月29日、農業高校、アグリテック企業と連携。11月20日、株式会社オーガニックnicoと業務提携契約を締結。

## 出演番組
- 日テレNEWS24（2016-09-29）[17]

## 論文
- Innovator ベジタリア代表取締役社長 小池聡氏 IT企業の経営から農業へ 半世紀ぶりの革命を起こす（日経エレクトロニクス (1157), 85-89, 2015-07）[18]
- データに基づく農業の知識産業化 : スマートサプライチェーンによる高付加価値ブランド実現に向けて(<特集>人工知能と農業)（人工知能 = journal of the Japanese Society for Artificial Intelligence 30(2), 193-198, 2015-03-01 人工知能学会 ; 2014-）[19]